# Liste der Bodendenkmäler in Hemmersheim
Auf dieser Seite sind die Bodendenkmäler in der mittelfränkischen Gemeinde Hemmersheim zusammengestellt. Diese Tabelle ist eine Teilliste der Liste der Bodendenkmäler in Bayern. Grundlage ist die Bayerische Denkmalliste, die auf Basis des Bayerischen Denkmalschutzgesetzes vom 1. Oktober 1973 erstmals erstellt wurde und seither durch das Bayerische Landesamt für Denkmalpflege geführt wird. Die folgenden Angaben ersetzen nicht die rechtsverbindliche Auskunft der Denkmalschutzbehörde.

## Bodendenkmäler in Hemmersheim
| Lage       | Objekt                                                                                     | Akten-Nr.     | Bild |
| ---------- | ------------------------------------------------------------------------------------------ | ------------- | ---- |
| (Standort) | Siedlung des Neolithikums.                                                                 | D-5-6426-0006 |      |
| (Standort) | Siedlung der Rössener Kultur und der Urnenfelderzeit.                                      | D-5-6426-0007 |      |
| (Standort) | Siedlung des Neolithikums, der Urnenfelder- und Latènezeit.                                | D-5-6426-0008 |      |
| (Standort) | Siedlung der Urnenfelderzeit.                                                              | D-5-6426-0009 |      |
| (Standort) | Siedlung des Neolithikums.                                                                 | D-5-6426-0010 |      |
| (Standort) | Körpergräber und Siedlung des Neolithikums.                                                | D-5-6426-0011 |      |
| (Standort) | Siedlung der Urnenfelderzeit und des Mittelalters.                                         | D-5-6426-0012 |      |
| (Standort) | Grabhügel der Hallstattzeit.                                                               | D-5-6426-0013 |      |
| (Standort) | Siedlung vorgeschichtlicher Zeitstellung.                                                  | D-5-6426-0014 |      |
| (Standort) | Siedlung vor- und frühgeschichtlicher Zeitstellung.                                        | D-5-6426-0015 |      |
| (Standort) | Siedlung vor- und frühgeschichtlicher Zeitstellung.                                        | D-5-6426-0016 |      |
| (Standort) | Siedlung vor- und frühgeschichtlicher Zeitstellung.                                        | D-5-6426-0017 |      |
| (Standort) | Siedlung des Neolithikums und der Hallstattzeit.                                           | D-5-6426-0019 |      |
| (Standort) | Siedlung vor- und frühgeschichtlicher Zeitstellung.                                        | D-5-6426-0020 |      |
| (Standort) | Siedlung vor- und frühgeschichtlicher Zeitstellung.                                        | D-5-6426-0021 |      |
| (Standort) | Siedlung vor- und frühgeschichtlicher Zeitstellung.                                        | D-5-6426-0022 |      |
| (Standort) | Siedlung vorgeschichtlicher Zeitstellung.                                                  | D-5-6426-0023 |      |
| (Standort) | Siedlung der Urnenfelderzeit.                                                              | D-5-6426-0024 |      |
| (Standort) | Siedlung des Neolithikums und der Urnenfelderzeit.                                         | D-5-6426-0025 |      |
| (Standort) | Siedlung vor- und frühgeschichtlicher Zeitstellung.                                        | D-5-6426-0028 |      |
| (Standort) | Siedlung vorgeschichtlicher Zeitstellung.                                                  | D-5-6426-0029 |      |
| (Standort) | Siedlung vorgeschichtlicher Zeitstellung.                                                  | D-5-6426-0030 |      |
| (Standort) | Siedlung vorgeschichtlicher Zeitstellung.                                                  | D-5-6426-0031 |      |
| (Standort) | Siedlung vorgeschichtlicher Zeitstellung.                                                  | D-5-6426-0086 |      |
| (Standort) | Mittelalterlicher Turmhügel.                                                               | D-5-6426-0087 |      |
| (Standort) | Mittelalterliche und frühneuzeitliche Befunde im Bereich der Evang. Pfarrkirche St. Ursula | D-5-6426-0102 |      |
| (Standort) | Siedlung vorgeschichtlicher Zeitstellung.                                                  | D-5-6426-0104 |      |
| (Standort) | Mittelalterliche und frühneuzeitliche Befunde im Bereich der Kath. Pfarrkirche St. Kilian  | D-5-6426-0106 |      |
| (Standort) | Mittelalterliche und frühneuzeitliche Befunde im Bereich der Evang.-Luth. Pfarrkirche      | D-5-6426-0107 |      |
| (Standort) | Mittelalterliche und frühneuzeitliche Befunde im Bereich der Evang.-Luth. Pfarrkirche      | D-5-6426-0109 |      |
| (Standort) | Mittelalterliche und frühneuzeitliche Befunde im Bereich der Evang.-Luth. Pfarrkirche      | D-5-6426-0111 |      |
| (Standort) | Mittelalterliche und frühneuzeitliche Befunde im Bereich der ehem. Allerheiligenkapelle    | D-5-6426-0112 |      |